# Caranquis
Caranquis también conocidos como caras o imbayas es el nombre con el que se conoce a una antigua cultura que habitó la sierra norte del actual Ecuador. Los estudios muestran que esta cultura abarcó el sur de la provincia del Carchi, la totalidad de la provincia de Imbabura, y todo el norte de la provincia de Pichincha, lo que incluye el poblado de Cayambe y Tabacundo en la actualidad.
Se caracterizaron por ser un pueblo con mucho desarrollo y su cultura se caracterizó por basarse en el idioma "cara", tenía además una arquitectura monumental al que llamaban "tolas", su cosmogonía los ligaba al mar y un desembarco ancestral en las costas de la Bahía de Caraquez, por lo que en su origen están relacionados con los pueblos caribe. Fueron hábiles comerciantes y se emplazaron entre el País de los Pastos al norte, los Quitus al sur y los Yumbos al oeste. 
Su estudio formal empieza con la publicación de los "Aborígenes de Imbabura" por el arqueólogo Jacinto Jijón y Caamaño. Fue calificada por González Suárez como la "primera que se ha tratado según el método rigurosamente científico". 

## Etimología
A los caranquis se les nombra también como Caras, Caran, Karas, Carangues, Caranquis, Imbayas, Caraquez. Estas relaciones etimológicas en general están hechas sin el sustento lingüístico necesario para poder determinar la relación que existe entre todas ellas. De manera tradicional se cree que los caranquis fueron herederos de los antiguos caraquez que desembarcarían en la Bahía que ahora lleva su nombre. Sin embargo su relación no ha sido establecida de manera rigurosa y se mantiene a nivel mítico. Por otro lado la relación con los Quitus, que frecuentemente crea el sintagma Quitu-Cara, o también Kitu-Kara, está documentada arqueológicamente y tenemos evidencia de comercio común entre tanto Caranquis como Quitus, además existió una alianza militar para enfrentar a los incas, y especialmente les une el culto en común a la deidad principal de los andes septentrionales: Catequil. Existen siete manantiales con el nombre de Catequilla, cinco de ellos en la sierra centro, territorio Puruhá, y dos de ellos en la línea ecuatorial. La primera al occidente dentro de lo que sería territorio Quitu, y la otra al oriente, cerca de Cayambe, principal señorío Caranqui. De esta forma, quedaría establecida la relación entre Quitus, Caras y Puruhás a través de la estructura de la sociedad (economía y religión), mas no a través de la superestructura de la sociedad (estado unificado o una confederación).

## Sociedad

### Idioma

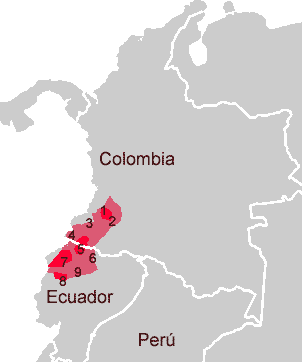
La lengua perdida "cara" se conjetura forma parte de la familia de lenguas barbacoanas

La nación caranqui estaba dividida en algunos señoríos los más importantes Caranqui y Cayambe. Sitios como Cochasquí han revelado que aproximadamente en el año 900 llegan los primeros habitantes y luego para el 1250 d. C. Estos adquieren un alto desarrollo. Si bien a esta nación se le conoce con el nombre de «caranquis», este nombre hace referencia también a todos señoríos que abarcaba esta nación. Se conjetura que el idioma hablados por los caranquis el cara podría estar relacionado con las lenguas barbacoanas habladas más al norte. 
Dentro de las principales palabras relacionadas con el idioma "cara" y que se reflejan en distintos toponimios encontramos: caya, cayachay, cacayay, cayaychic, cayayasca, imbabura. Este último a juicio de Jijón y Caamaño vendría del im-ba-buru que significaría nuestro por excelencia o ser divino. Esta región está repleta de toponimios caranqui como pimampiro, quiqui, tumbabiro, cambi, tontaqui, sarance, cotacachi, otavalo, quique, urcuqui, quilago, ango, chiccapan, palcha, abbá, buro, cogua, calá culalá, chalá, changalá, guachalá, poligalá, ajabí, ambi, curubí, cubi, nangulbí, caguasquí, ambuquí, atuntaqui, caranqui, pinsaquí, pisuquí, urcuquí, aluburo, camburo, puyaburo, caraburo, imbaburo. Se caracterizó por ser aglutinante y polisintética.  

### Política
Los señoríos más importantes de esta nación fueron Caranqui, Cayambe y Otavalo. La capital de cada señorío se encontraba en la ciudad del mismo nombre. Entre otros centros administrativos de destacar están: Cochasquí, Perugachi, Chota, Socapamba y Gualimán. Algunos historiadores y arqueólogos consideran a esta nación como los «Caras» del padre Juan de Velasco.
La organización social de los caranquis giraba alrededor de las aldeas. Varias aldeas a su vez conformaban un señorío que era liderado por un cacique jefe. Además estaba encargado tanto de la guerra como de la religión. Estos señoríos a su vez conformaron lo que se conoce como el "País Caranqui", que estaba conformado en específico por tres partes: Cayambí, Otavalo y Caranqui. Vivían en tolas, es decir pirámides truncas en idioma "cara" que a su vez estaban agrupados entre estos tres señoríos. En el tope de estas tolas estaban a su vez coronadas por plataformas. Aquí se llevaron a cabo tumbas así como labores relacionadas con la agricultura. A los tres señoríos principales se suman los de Perugachi y Gualimán que tuvieron una escala menor pero existen yacimientos arqueológicos que prueban su existencia. Tuvieron políticas expansionistas como testifica su invasión a los señoríos de Pimampiro. Durante la conquista incaica formaron a su vez una confederación militar de defensa junto a los quitus. 

### Economía

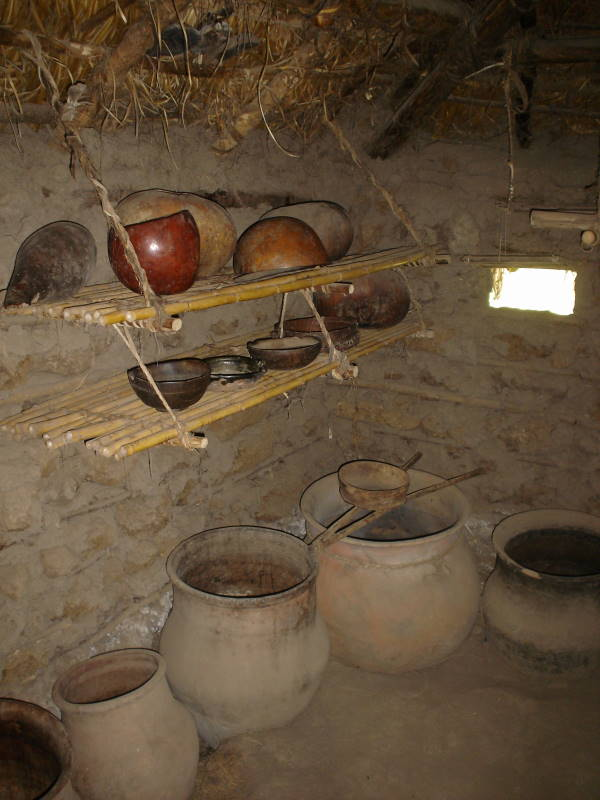
Cocina caranqui

Los caranquis tuvieron un desarrollo importante alrededor del comercio en donde los "mindalaes" eran importantes conectores entre los distintos señoríos que se encontraban dispersos en cada valle. Por el lado productivo desarrollaron varios oficios artesanales como la confección de objetos en cerámica. Además trabajaron la piedra aunque no a nivel arquitectónico, los metales y las plumas de colores. Dentro de los principales productos que eran intercambiados se encuentran la sal y la coca. El trabajo a su vez se basaba en una división tradicional por género, las mujeres dedicándose a labores más bien agrícolas, mientras que los hombres tenían roles militares, religiosos, de caza (de venado y pavos) y defensa. Sus cultivos principales fueron el maíz, la quinua, los fréjoles y la calabaza, llamada zapallo. Para condimentar sus alimentos usaban el ají. Comerciaban con los yumbos para obtener piñas y chirimoyas, frutos de valles cálidos. Se sabe que domesticaron animales, entre ellos los perros, cuyes y llamas. Su agricultura era intensa y existe evidencia de que lograban hasta tres cosechas al año, lo que implica la construcción de represas y canales de riego para controlar la fertilidad y erosión del suelo. De todos los señoríos, se describe en las crónicas que Otavalo era la más opulenta de todas por lo intensivo de su agricultura.

### Estratificación social
Entre los señoríos caranqui existían castas, angos y quilaco. Existía una aristocracia guerrera que estaba conformada por familias de los Ango entre los Carangues y Puento entre los Cayambes. Un general importante sería pues Nazacota Puento.  Liderando todo estaba el rey quien obtenía su privilegio de manera hereditaria. La otra parte de la nobleza se quedaba en un papel secundario y era integrado por caciques. Esta jerarquía era expresada con ropa, tianas, casas más grandes, mayor número de esposas, más tierras con vasallos, entre otras cosas. Además se puede ver esta estratificación social en los entierros. Era común que las esposas y criados sean enterrados vivos con los cadáveres de su marido o amo, respectivamente. Estas personas que tenían mucho poder eran incluso acompañadas con escoltas personales en público. No existía movilidad social de forma vertical, solo horizontal. En cuanto a la costumbre de deformación craneana, era aplicada de igual manera para todos: de manera tubular erecta aplastando la frente y el occipucio.

### Arquitectura

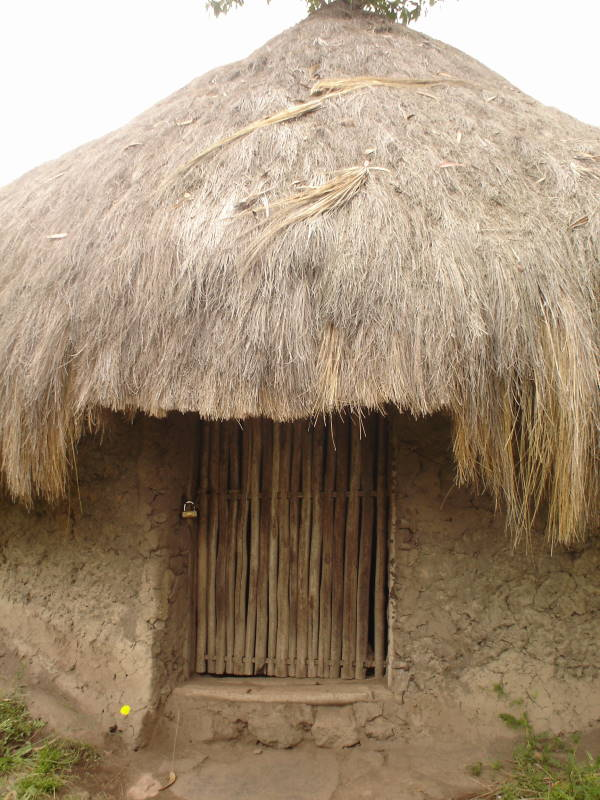
Vivienda de cangagua

Las "tolas" de Cochasqui y Zuleta, no estaban construidas con piedra, solo toba volcánica y adobes, a pesar de que crearon grandes monumentos. Enterraban a sus muertos en estos montículos artificiales o "Tolas". Estas pirámides fueron hechas de bloques de cangagua o toba volcánica. Estas pirámides tenían funciones habitacionales, ceremoniales y de observación astronómica. Algunas pirámides cuentan con enormes rampas de acceso, mientas que otras no. Este tiene una superficie de 84 hectáreas y está ubicada a 3100 m s. n. m. (metros sobre el nivel del mar). El complejo está formado por quince pirámides que tienen una forma de "T" gracias a una rampa de gradas que permite su ascenso. En la actualidad están cubiertas por vegetación y al estar hechas de barro se evita su descubrimiento como en otros complejos arqueológicos debido a que no resistirían la intemperie.  Al igual que el resto de edificaciones caranqui se basan en la cangagua y el tapia o tapial. Estos adobes son hechos en cajas para darles forma y después apilados con el fin de hacer un muro. Esto era hecho en general por hombres quienes preparaban la tierra en un saco y se machacaba el interior con unos pisones. Fueron construidas específicamente con un material volcánico del entorno que se llama Cangahua. Además también se hallaron numerosos cráneos por lo que se conjetura puede haber sido el lugar de ceremonias religiosas o actividades militares en época de guerras con otros señoríos étnicos.Los sitios de pirámides más conocidos son: Cochasquí, Cayambe, Caranqui (en Zuleta), Perugachi, Gualimán. Los montículos existen solamente al norte del río Guayllabamba lo que permite delimitar el territorio de los Caranquis.

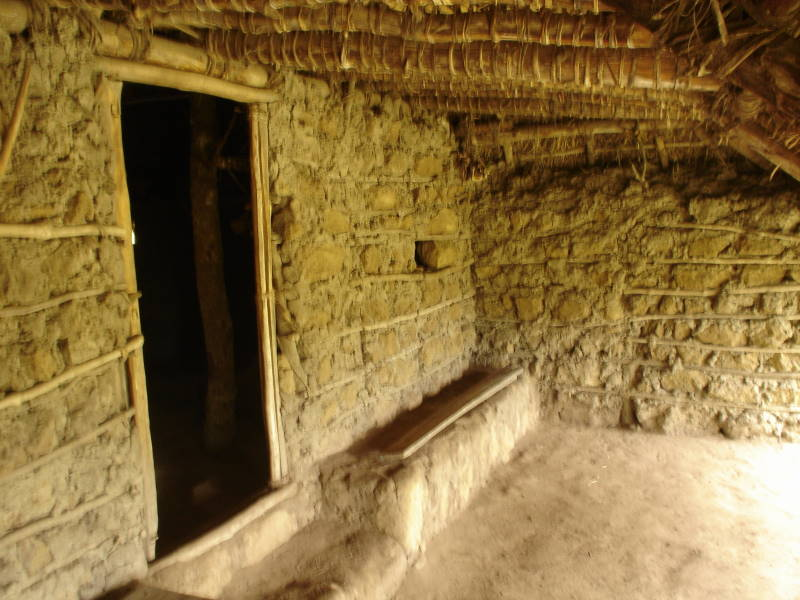
Interior de cangagua

Las población no acostumbraba a vivir en ciudades sino que se encontraba en general dispersa en chacras que estaban aisladas o en pocas acasiones en aldehuelas, es decir aldeas pequeñas. Sus viviendas eran construidas con lodo y adobe con una técnica especial que les daba tanta duración como la piedra. Para garantizar esto sin embargo era necesario su mantenimiento por lo que las paredes debían ser necesariamente cubiertas para protegerlas de la intemperie. En Ecuador esta tierra es conocida como cangagua y tiene la característica de solidificarse y ser usada como sustituto de la piedra. Existen crónicas que datan del siglo XVIII donde narran la existencia de viviendas cañaris, lo que acredita la calidad de la construcción ya que les permitió durar siglos.
Con esta misma técnica harían las tolas, por lo que descubrirlas requeriría un mantenimiento continuo para evitar la intemperie. Tradicionalmente las viviendas no tenían esquinas y buscaban que sean circulares, lo que las convertía en bohío, algo que compartían en la arquitectura tradicional de los Pasto. No había mayor diferencia entre las casas de los curacas y de la población salvo que en elc aso de los primeros eran un poco más amplias lo que requería tener una viga en el interior para sujetar el techo.

### Cerámica
La cerámica caranqui se caracteriza por sus diseños llanos y objetos funcionales. La más poplar fueron las ánforas con pintura roja que usualmente se conocen como cerámica Cochasquí, pero existen vestigios arqueológicos en todo el País Caranqui e incluso en la región de los Pastos. Dentro de los que más destacan son las jarras que llegan a tener hasta 50 centímetros de altura, que usualmente están adornados con pintura roja negativa que regionalizan el objeto con patrones geométricos. Los otros objetos que integran la cerámica caranqui son vasijas, platos hemisféricos, ollas de silueta compuesta, ollas globulares, golletes cortos, ollas de pie anular, ollas de asiento cónico trípodes. 
Aunque su ornamentación es pobre, si era común la representación simbólica a través de ellos. Las técnicas de creación se caracteriza por la elaboración a través de moldes en la mayor parte del objeto y el restante realizarlo a través de cordeles. Además, los platos, fuentes y otros elementos como los compoteras se obtienen a partir de moldes o formas realizadas con antelación. La excepción a esto se encuentra en la fabricación de los pedestales de las compoteras que son hechos básicamente con cordeles. Además, manejaban una téncica de vaciado que era usado para hacer las base cónicas y ánforas. Todas estas formas de preparación entraban en juego en las ollas trípode tradicionales de los caranquis y que tuvieron mucho desarrollo en la cultura Milagro Quevedo, contemporánea.

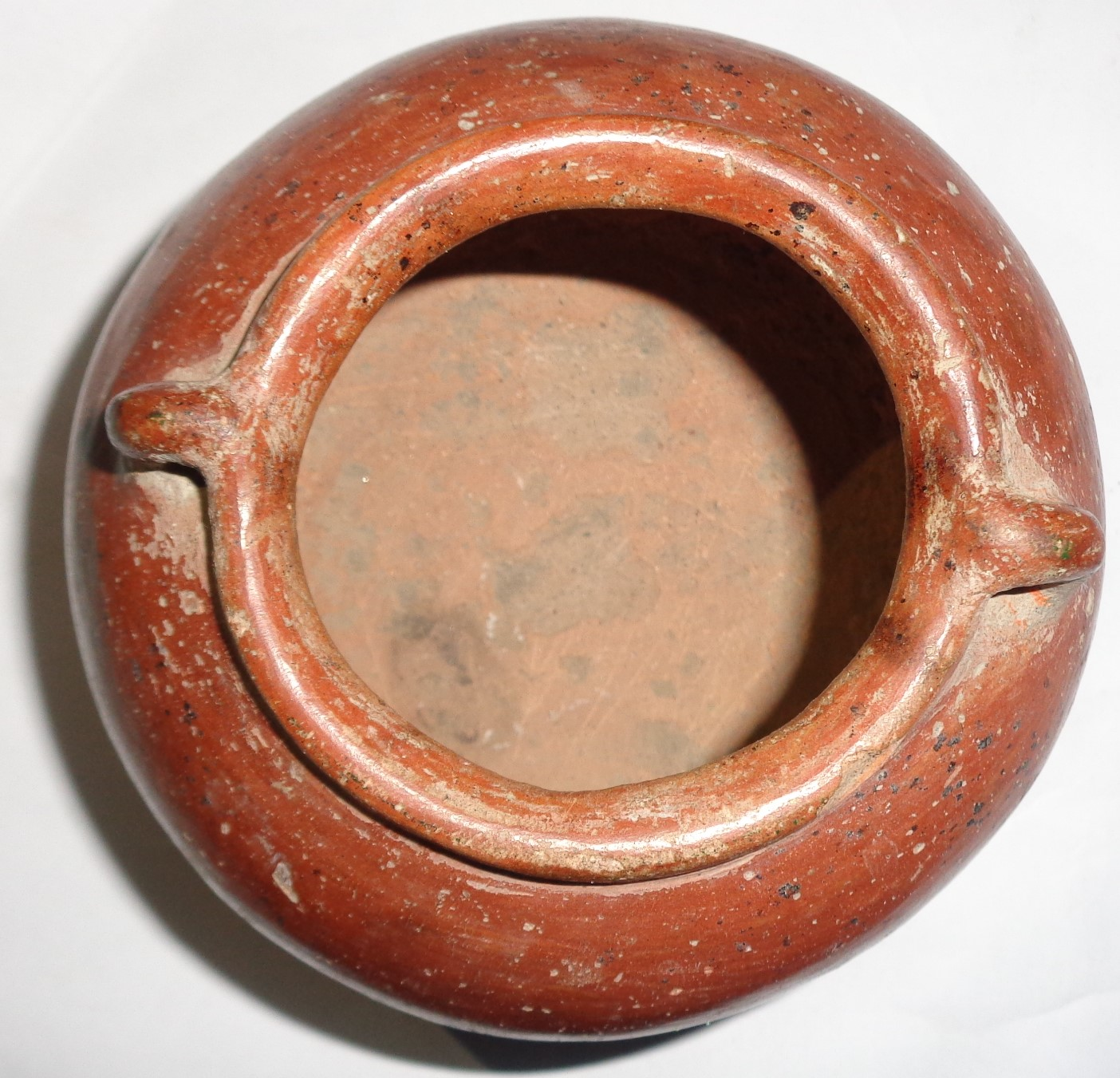
Vasija de barro
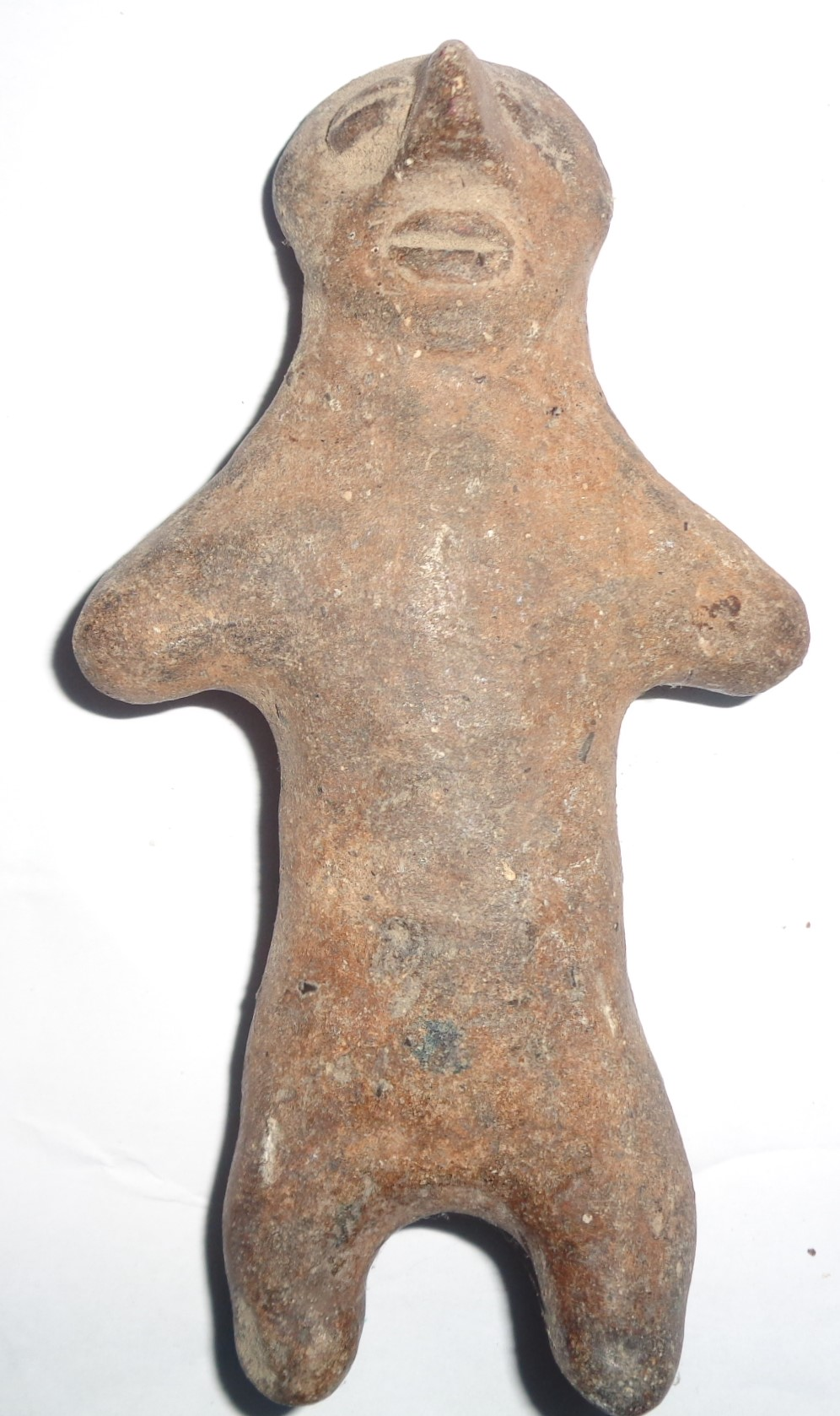
Cerámica antropomorfa
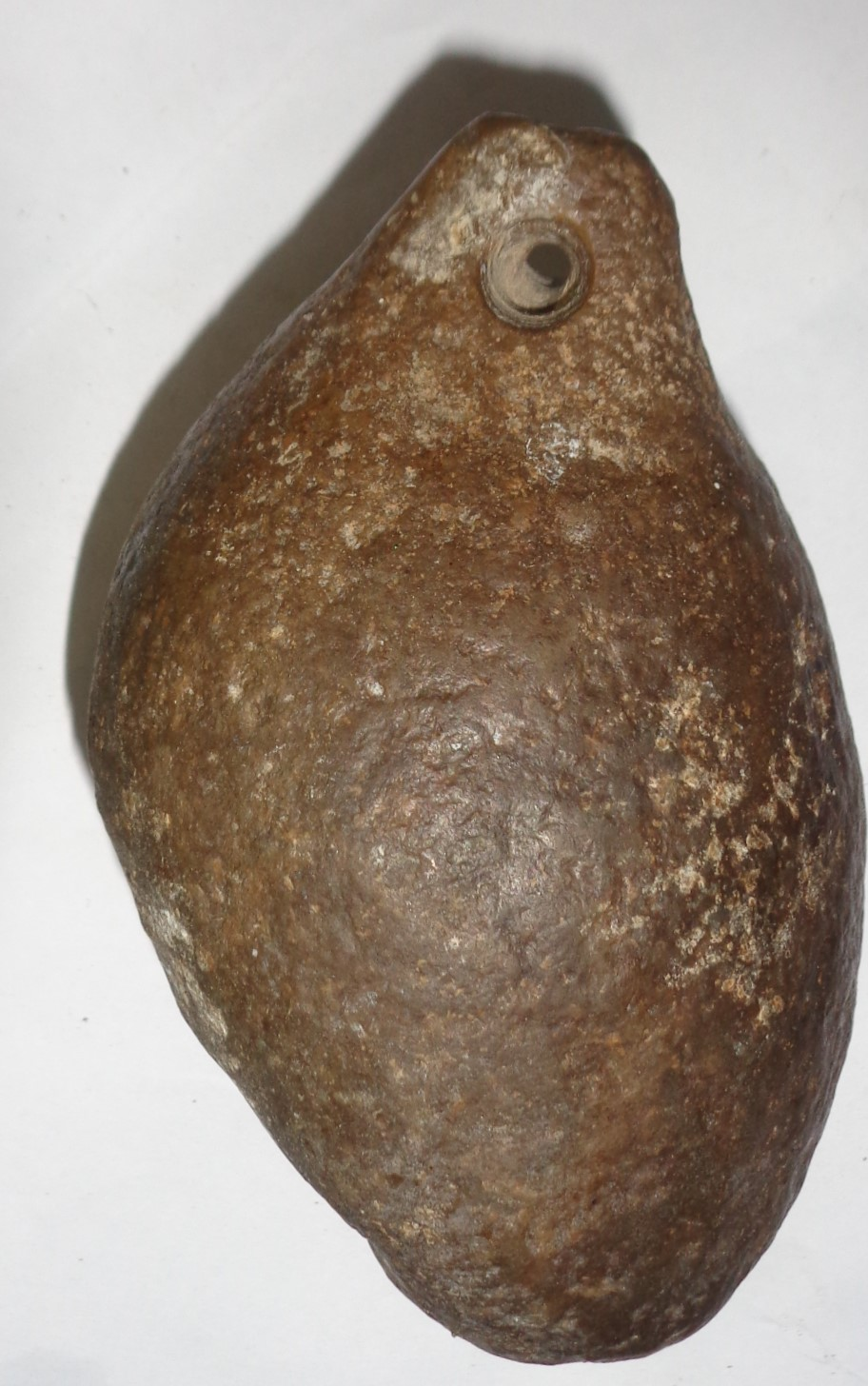
Piedra para moler

### Entierros
Los caranquis se caracterizaron por enterrar en fosas a sus muertos con prácticas similares a los quitus. Ponían a los cadáveres en el suelo en un lugar alejado de las casas y llenaban las fosas con armas y posesiones de los muertos. Alrededor del cuerpo hacían una pared con piedras sin pulir. Continuaban con la construcción de una bóveda sobre el muerto que terminaba creando un montículo, en el caso de personas importantes. Si era un cacique su entierro era realizado en una tola. Las personas enterradas no tenían una posición tradicional y solo una cuarta parte de ellas están en forma de cubito lateral embrionario.

### Calendario
Medían el tiempo para sus rituales basándose en las fases de la luna. Desde luna menguante a la siguiente luna menguante se conformaría un periodo. Esto lo relaciona con el rito de catequil que es considerado un tigre de luna, porque al efectuar el rito en luna menguante esta tiene la forma de la garra de un tigre. Cada lunación equivalía a un mes. Se sabe que este calendario se continuó utilizando durante gran parte de la colonia.

## Historia

### Arribo a la costa
Según el origen mitológico de los caranquis, sus antepasados, cientos de años antes, llegarían a la costa de Ecuador, específicamente en la Bahía de Caráquez. El tiempo que se quedaron en ese lugar no está definido sin embargo ha guiado las investigaciones arqueológicas que exploran la relación entre los caranquis con los demás pueblos que fueron considerados "caribe". Existen conjeturas que afirman que los caranquis, por su bravura fueron llamados "caribes" por los cronistas, pero no para determinar su origen sino por su fortaleza durante la conquista. Algo similar habría sucedido con los indígenas pijao del sur de Colombia. El alcance de ambas conjeturas todavía no ha sido determinado arqueológicamente.

### Migración a los andes

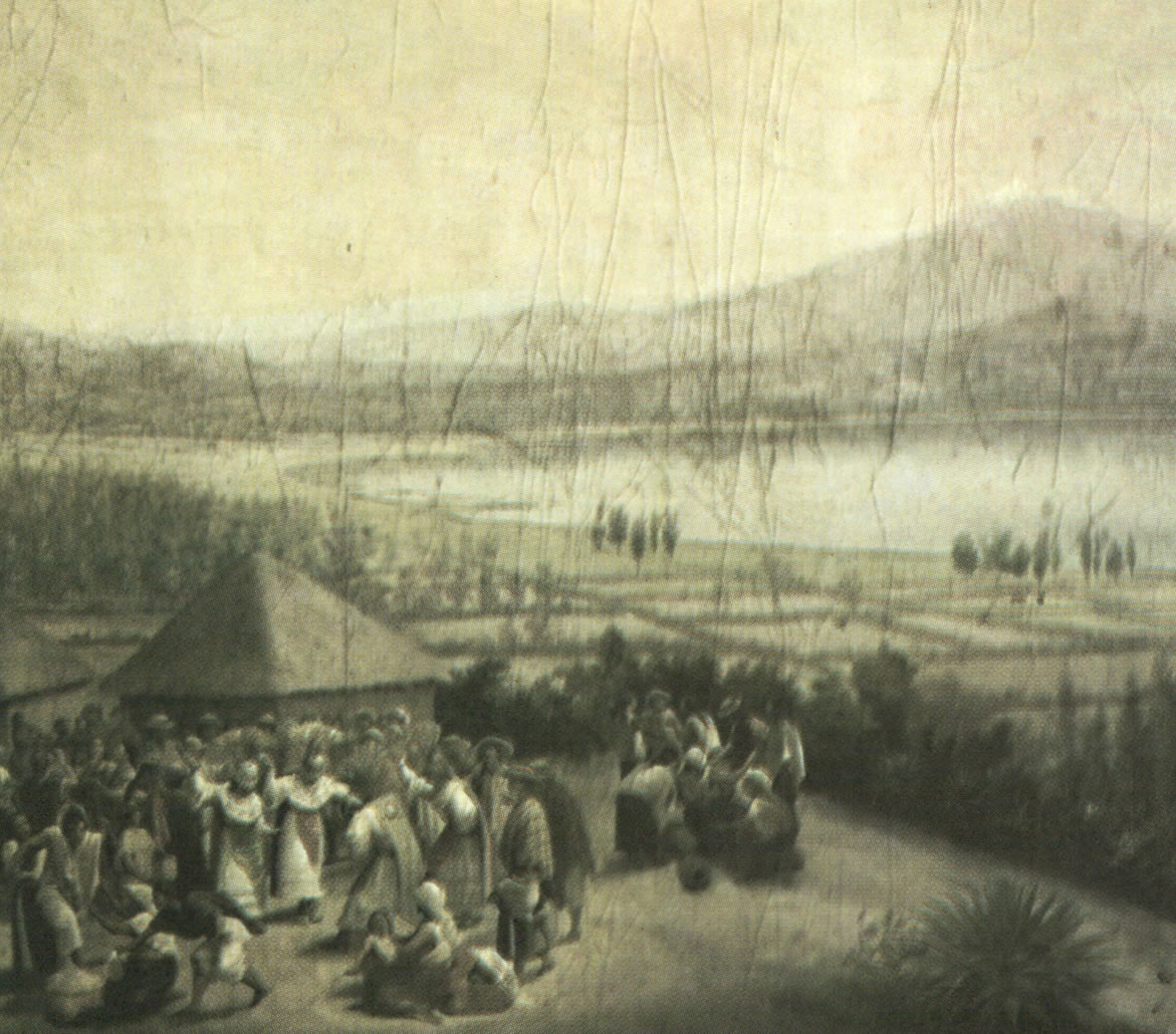
Representación de un asentamiento antiguo en Otavalo

Después de esto, irían a la cordillera de los andes, donde se establecerían alrededor de lo que hoy es la provincia de Imbabura y el norte de Pichincha. Según se conjetura, se establecerían pues cerca de lo que serían las principales lagunas de la región donde tendrían acceso a agua dulce, algo que además era valioso en su cosmovisión, puesto que para los caranquis, el agua era sagrada. Sus principales señoríos serían pues el Caranqui, el Cayambe y el Otavalo. Estas teorías se basan sin embargo en las posibles similitudes entre el pueblo caraquez de la costa y el caranqui de la sierra, algo que se hace en general a través del estudio del idioma. La base de la relación se encuentra en el parentesco y común raíz de ambos idiomas a la familia de los barbacoanas.

#### Era de Caranque y Cayambe
Investigaciones arqueológicas han determinado que en Cochasquí existe una continuidad de seiscientos años, desde el 900 después de Cristo, por lo que esto ayudaría a determinar el momento de llegada de los Caranquis a los andes septentrionales. Algo similar sería el caso de los asentamientos Cayambes. A través de esto es posible extender la cronología hasta el año de 1250 que sería el inicio del periodo tardío, también conocido como la "era de Urcuquí" que describe el desarrollo de este señorío.

#### Era de Urcuquí
También conocido  como la "civilización de las tolas habitacionales" por el arqueólogo Jijón y Caamaño, fue la época en la que desarrollaron su sociedad los caranquis alrededor de estos yacimientos llamados "tolas". Seríá durante esta época cuando los habitantes de los andes septentrionales jugarían un rol importante como intermediarios entre Mesoamérica y las culturas andinas sureñas, hecho que fue establecido arqueológicamente en 1960. Durante esta época existen relatos de guerras entre Pimapiro y Caranqui, y se conoce además que ambos señoríos compartían lengua y cultura. Durante estos años debieron tener relaciones comerciales muy cercanos con los quitus, aunque se conoce que diferían en idioma puesto que estos hablaban panzaleo. Algo similar ocurriría con los pastos y quillacingas en el norte. Una de las conjeturas que hasta ahora no ha sido confirmada es su relación con los quitus. Se conoce hasta el momento la formación de una alianza militar para repeler a los incas, pero la integración entre ambas culturas, de manera en la que se llevó a cabo la integración entre los Cayambis y Caranquis no ha sido confirmada. La especulación alrededor de esta posibilidad se basa en la existencia de un supuesto pueblo Quitu-Cara, lo que implicaría una confederación en un proto estado con esta cultura del sur. Sin embargo, los estudios arqueológicos que se han realizado hasta el momento se han limitado a afirmar una alianza militar, manteniendo la relación con los quitus, al mismo nivel que aquella que se mantenía con los pastos o yumbos. A pesar de esto, si existe la posibilidad de tener una cercanía mayor debido a la geografía, si se logra probar que los asentamientos caranquis llegarían hasta carapungo, asentamiento al norte de lo que sería el principal señorío panzaleo, es decir los quitus. Esta etapa duraría hasta 1500 aproximadamente, o en concreto hasta la invasión del imperio incaico, hecho que ha sido reconstruido con más detalle a partir de las crónicas.

### Invasión inca
Para finales del siglo XV los caranquis enfrentarán la invasión inca, el cual concluirá a comienzos del siglo XVI luego de la batalla de Yahuarcocha. Los caras, quitus y sus vecinos, aliados bajo el mando de Hualcopo, fueron derrotados en las batallas de Tiocajas y Tixán en 1492, por un ejército de 40.000 hombres dirigido por Túpac Yupanqui, el hijo del Inca, y quedaron integrados en el imperio inca.El cronista español Miguel Cabello de Balboa cuenta la historia de la conquista inca del norte de Ecuador. Su hijo y sucesor, Huayna Cápac (gobernó c. 1493-1525) completó la conquista.

Laguna de Yahuarcocha, lugar donde los Caranquis se enfrentaron durante la conquista Incaica

## Mitología

### Mitos cosmogónicos

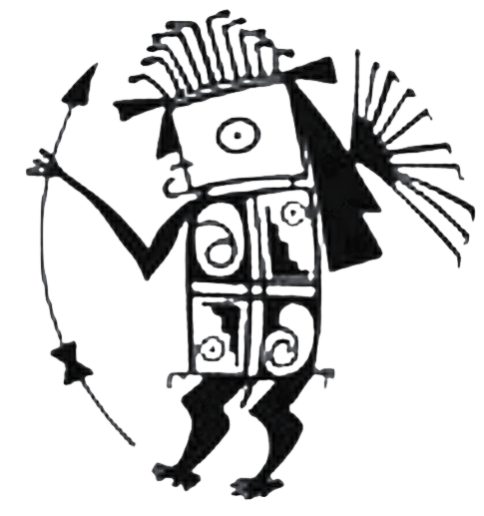
Catequil

La base de la mitología caranqui está en el PI que en caranqui simboliza el principio filosófico fundamental de su mitología, y significa agua sacralizada. Este culto que fue compartido por los demás señoríos étnicos en el territorio ecuatorial que basaban sus ritos en el agua, ya sea a través de la adoración del mar en los manteños o en los manantiales a Catequil de los Puruhá, Quitus y Caranquis. Estos ritos se hacían bajo el contexto de la adoración de Catequil y el rito de iniciación del catequillado, o persona que lo lleva a cabo. Si bien existen formalmente siete manantiales oficiales relacionados con Catequil, que recibieron el nombre de Catequilla, esta práctica era realizada en otros lugares también como lagos y cascadas que servían de Poza de Catequil donde esta deidad se encontraba y con la que el catequillado se conectaba.
La relación con el agua no se limita a los lagos que se encontraron en el país Caranqui, sino además en su origen caribe. Se conoce que los primeros pobladores caranquis fueron Arucu y Ashimbu, quienes llegaron a las costas de Ecuador, en concreto la Bahía de Caraquez, durante un eclipse, es decir con la unión de Pajta y Quepepajta, el sol y la luna en idioma cara. Eran originarios de Centroamérica y se cree que en su aspecto físico se parecen a los indígenas caribes, conocidos ahora como kalinago o también los pueblos quichés. Además se caracterizaban por la construcción de montículos, conocidos en Ecuador como tolas, de los que se han encontrado restos arqueológicos tanto en la provincia de Esmeraldas como Pichincha e Imbabura.Durante los años de 1562 hasta 1590, se creó la Tenencia Civil de Caráquez, que hace referencia al pueblo homónimo. Otras veces es referido incluso como Gobierno de Caras o Gobierno de Cara. En la actualidad se la conoce como "Puerta y Cuna de la Nacionalidad Ecuatoriana". Esta unidad de organización territorial fue creado después de la fundación de la Real Audiencia de Quito con el fin de desarrollar una salida al mar más cercana a las ciudades de la sierra. Su autoridad la ejerció el gobernador de Caráquez que a su vez se le asignaba la administración y dirigencia política de las otras poblaciones importantes como Chone, Jama, Canoa  y Tosagua. Se deduce que la ciudad-sede fue construida encima de las ruinas de la antigua ciudad indígena de Carán que destruyó Pedro de Alvarado en 1534 durante su expedición hacia el Reino de Quito, pero no existe hasta ahora estudios y excavaciones arqueológicas que lo demuestren tajantemente. En la citada época de fundación del Gobierno de Caráquez lo que es actualmente el Río Chone dejó de llamarse por aquel tiempo Río de Caráquez o Río Caráquez porque sus aguas venían desde las aledañas zonas pobladas de Chone y daban su origen a la Bahía de Caráquez, pero no se sabe a ciencia cierta quién produjo este cambio de nombre o porqué razón se hizo en efecto. La conexión entre los caranquis en los Andes con los caraquez de la costa está siendo investigada en la actualidad.

### Mitos etiológicos
La mitología caranqui es animista y dualista, rasgo que comparte con el resto de señoríos étnicos que habitaron Ecuador. Uno de los mitos etiológicos importantes para los caranquis es el de Imbabura y Cotacachi, además de la simbología del agua, al ser el país Caranqui un lugar repleto de lagos, ya sea de origen natural con agua dulce o por la consecuencia de la erupción de un volcán. Por esta razón los caranquis veían en el agua el origen de su cultura, de manera similar a la de los cañaris. En concreto creían que el inicio del mundo se desarrolló en la laguna junto a gigantes, en este caso los montes tutelares, es decir el Imbabura y Cotacachi.El primero de ellos da el nombre a la provincia de Ecuador y tiene una altura de 4.640 m s. n. m. Según las creencias caranquis es esposo de Cotacachi, y la pareja tiene cinco hijos, dos de ellos montañas como el Yana Urku que significa montaña negra, la montaña Piñan, así como las 3 lagunas de la zona: Yahuarcocha, Cotacachi y Lago San Pablo. Etimológicamente Imbabura significa tierra del pez preñadilla. Por otro lado según González Suárez Cotacachi significaría "jardín florido de los Andes". Las lagunas también tienen su signficado, aunque lamentablemente su palabra originaria en Caranqui se ha perdido y solo quedan sus toponimios en quichua o castellano. Yahuarcocha recuerda la masacre de Huayna Capac durante la conquista, la de Cuicocha hace referencia a la abundancia de cuyes o conejillo de indias que había alrededor de ella. En el cerro de mojanda hay tres lagunas más: Caricocha, Huarmicocha y Yanacocha que se les atribuía la vida, sexo y servidumbre. Por último que da el Lago de San Pablo que hace referencia a las fiestas de San Pablo. La adoración de las montañas está conectada con la sacralidad del agua, puesto que era común la oración "viejo Imbabura, dadnos agua".

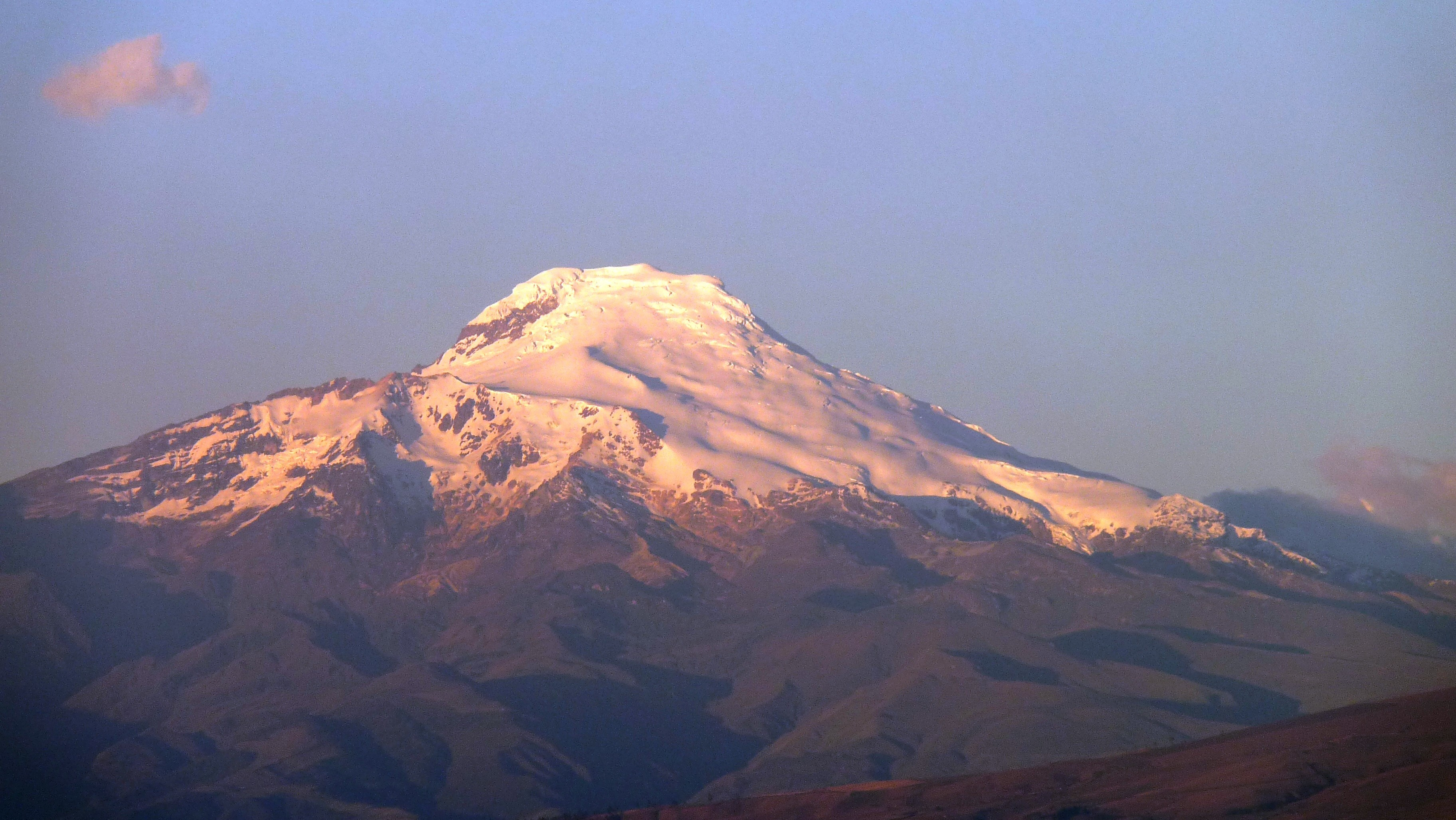
Cayambe, donde existía un templo

A esto se suman los mitos que giran alrededor de la cascada del Peguche. Este salto de agua de un río que nace en el Lago San Pablo. Peguche es en sí mismo una deidad que se caracteriza por sus poderes curativos y bañarse en sus aguas tiene poderes de purificación espiritual. El rito de iniciación en Peguche, así como otros manantiales estaba relacionado con el culto a Catequil, deidad compartida por los Puruhá, Quitu y Caranqui. De aquí se originaría el mito ancestral que en la actualidad se conoce como diablo huma, y se simboliza por una máscara de dos caras.Existía además un templo en el Cayambe conocido como Cayambes de Canguas y tenía una forma cilíndrica como un horno y una puerta. En general era hecho de adobes. Su figura asemaja un cono cortado y está atravesada por la línea ecuatorial. Es el último cerro volcánico de la Cordillera Oriental y marca el inicio del País de los Caranques. Fue considerado por Humboldt como el "monumento más eterno con que la naturaleza señala las dos grandes divisiones del globo terrestre".

### Ritos y templos

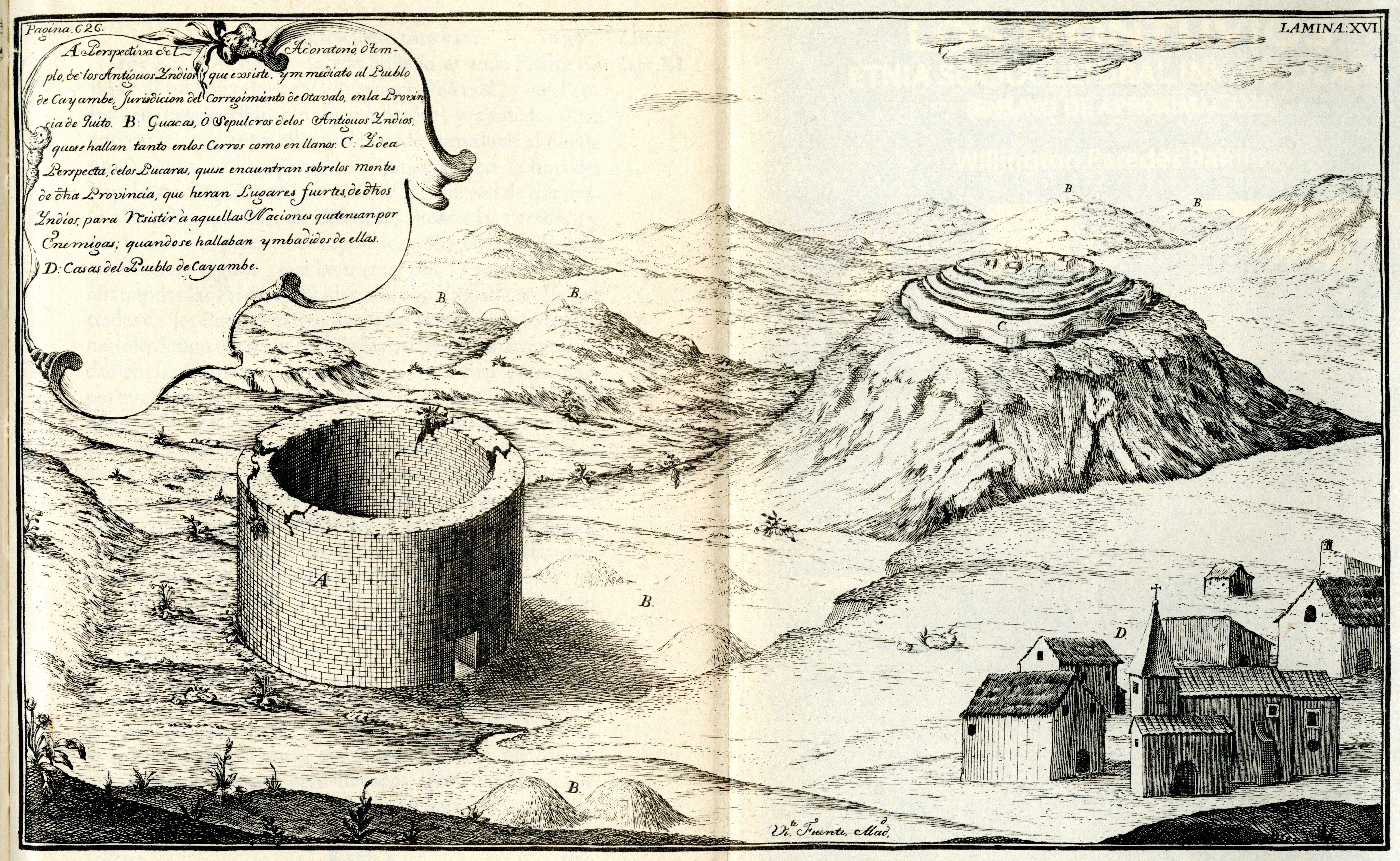
Templo Caranqui en el cerro Puntachi

Por el vínculo con el agua, los ritos religiosos se llevaban a cabo en manantiales a través de baños espirituales, generalmente durante las fiestas de solsticio. Por esta razón los ríos, cascadas y vertientes también eran consideradas sagradas. Los caranquis al ser descendientes de estas montañas gigantes, a su vez vivían en montañas más pequeñas, construidos por ellos a los que llamaban tolas, en idioma cara. Además era común hacer baños de purificación en los ríos, lagos y cascadas que rodean el lugar de sus señoríos. Entre ellos uno de los más populares era la Cascada de Peguche, que nace en el Lago San Pablo.
Se conoce además de un templo caranqui de forma sexagonal exacta con una puerta de entrada hacia el oriente. En la actualidad forma parte de la capilla mayor de la Iglesia del Señor del Amor de Caranqui, en Ibarra. Se desconoce en honor a cual deidad  estaba construida. Se tiene registros históricos del siglo XVIII del potencial templo mayor caranqui de forma redonda hecha de adobes con un diámetro de 19 varas. Su altura era de 6 pies. Fueron observados por Jorge Juan y Antonio de Ulloa quienes registrarían este hecho en sus crónicas. Para el siguiente siglo ya no quedaba en pie. Estaba ubicado sobre el cerro Puntachi. Además existía un templo Cayambe dedicado al sol con una imagen de oro y sus puertas estaban adornadas con metal y plata. A este se suma el templo del Lago San Pablo que sería descrito por Caldas. Con el mismo formato, de manera cilíndrica y una capacidad para cuatrocientas personas.

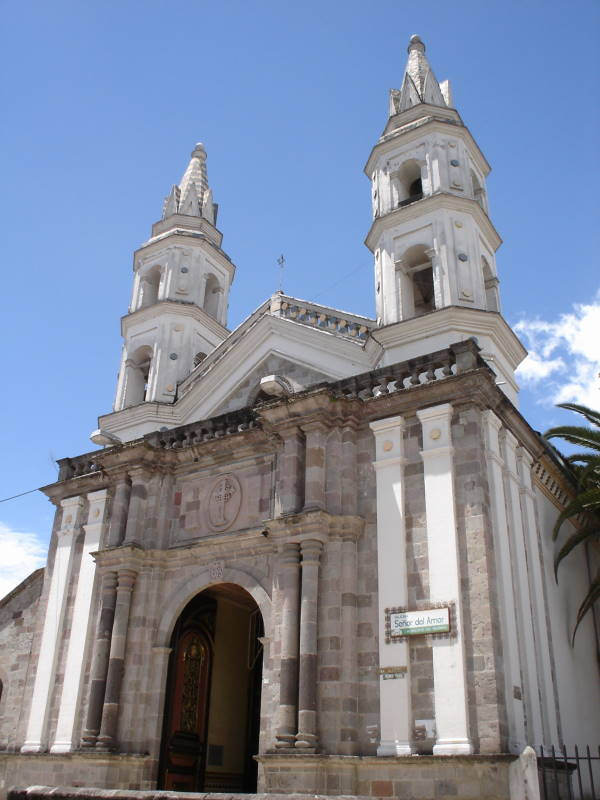
Iglesia del Amor en Caranqui, actual Ibarra. En el lugar existía el principal centro ceremonial, luego sería reemplazado por baños Incas durante la expansión incaica